# Lorentz Dietrichson

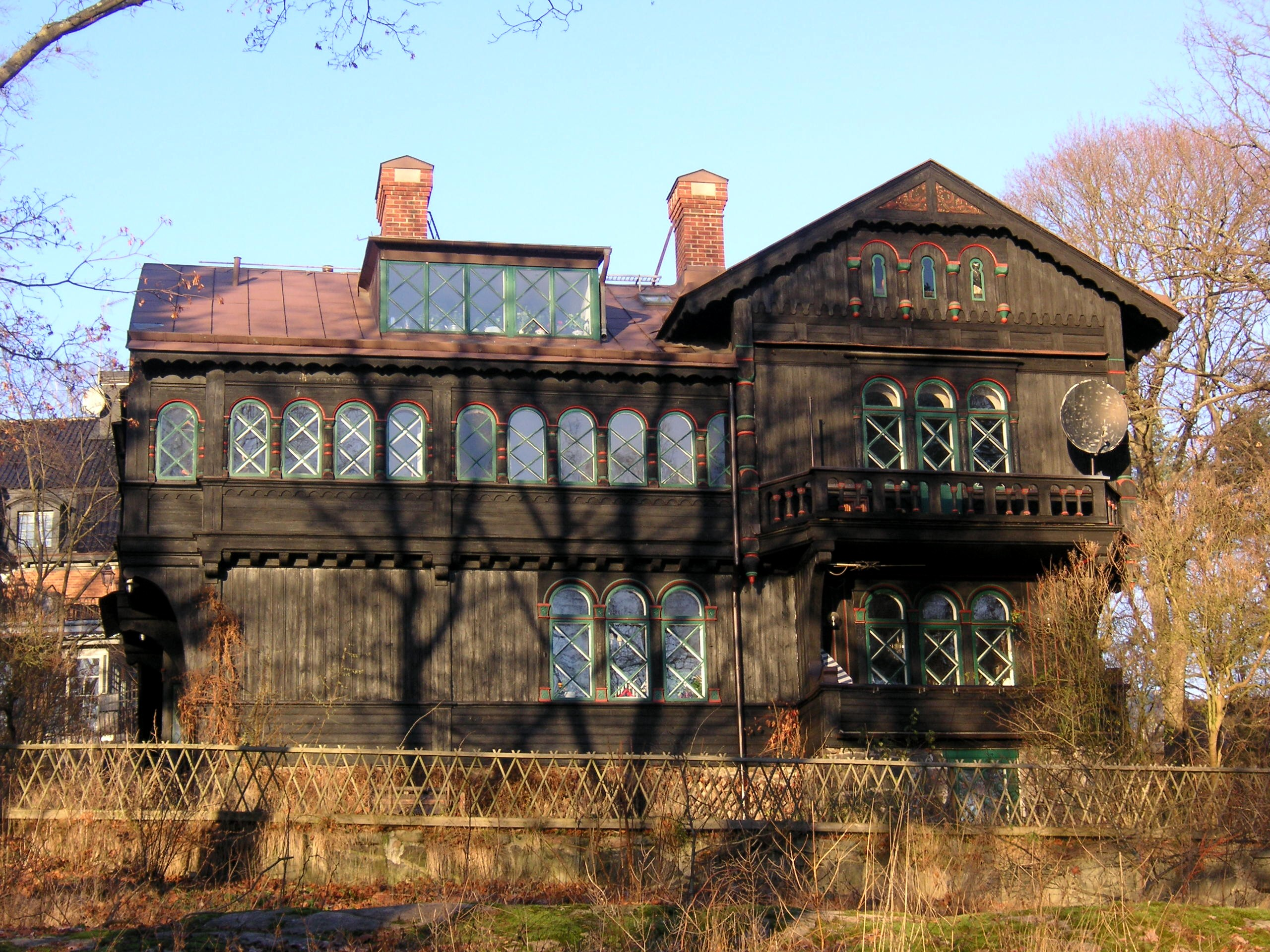
Villa Solhem på Södra Djurgården i Stockholm ritad av Ernst Jacobsson för Lorentz Dietrichson år 1874.

Lorentz Henrik Segelcke Dietrichson, född 1 januari 1834 i Bergen, död 1917 i Kristiania, var en norsk konsthistoriker och författare. Han var gift med konstnären Johanne Mathilde Bonnevie. Som docent i litteraturhistoria vid Uppsala universitet i början av 1860-talet, skriftställare och konstpopularisator utövade han stort inflytande på den svenska kulturdebatten. År 1875 återflyttade han till Norge.